# Blepharopus diaphanus
Blepharopus diaphanus är en nattsländeart som beskrevs av Friedrich Anton Kolenati 1859. Blepharopus diaphanus ingår i släktet Blepharopus och familjen ryssjenattsländor. Inga underarter finns listade i Catalogue of Life.

## Bildgalleri

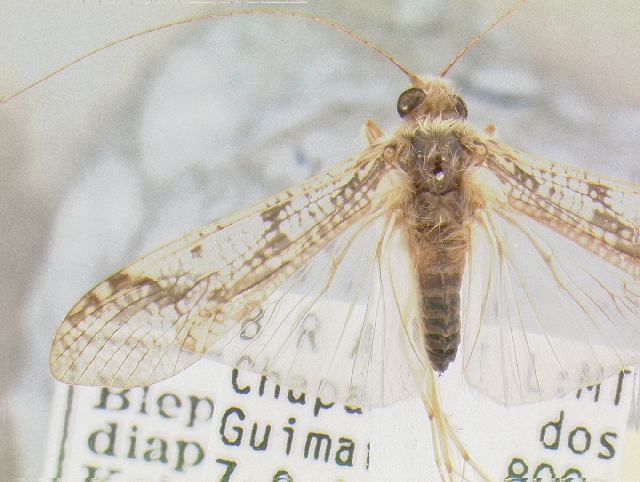